# Brennania belkini
Brennania belkini је врста инсекта из реда двокрилаца (Diptera). 

## Распрострањење
Врста има станиште у Сједињеним Америчким Државама и Мексику.

## Угроженост
Ова врста се сматра рањивом у погледу угрожености врсте од изумирања.